# Ernegg
Ernegg ist eine Ortschaft und eine Katastralgemeinde der Gemeinde Steinakirchen am Forst im Bezirk Scheibbs in Niederösterreich.

## Geografie
Die Rotte liegt südöstlich von Steinakirchen an der Kleinen Erlauf und ist von der Landesstraße L96 über Nebenstraßen erreichbar.

## Siedlungsentwicklung
Zum Jahreswechsel 1979/1980 befanden sich in der Katastralgemeinde Ernegg insgesamt 90 Bauflächen mit 32.814 m² und 95 Gärten auf 217.110 m², 1989/1990 gab es 88 Bauflächen. 1999/2000 war die Zahl der Bauflächen auf 170 angewachsen und 2009/2010 bestanden 109 Gebäude auf 194 Bauflächen.

## Geschichte
Laut Adressbuch von Österreich waren im Jahr 1938 in der Ortsgemeinde Ernegg einige Landwirte ansässig. Bis zur Eingemeindung nach Steinakirchen bindete Ernegg zusammen mit Edla, Gimpering, Hausberg, Oberstampfing, Unterstampfing und Stritzling eine eigene Ortsgemeinde.

## Bodennutzung
Die Katastralgemeinde ist landwirtschaftlich geprägt. 249 Hektar wurden zum Jahreswechsel 1979/1980 landwirtschaftlich genutzt und 116 Hektar waren forstwirtschaftlich geführte Waldflächen. 1999/2000 wurde auf 237 Hektar Landwirtschaft betrieben und 126 Hektar waren als forstwirtschaftlich genutzte Flächen ausgewiesen. Ende 2018 waren 229 Hektar als landwirtschaftliche Flächen genutzt und Forstwirtschaft wurde auf 127 Hektar betrieben. Die durchschnittliche Bodenklimazahl von Ernegg beträgt 43,6 (Stand 2010).

## Kultur und Sehenswürdigkeiten

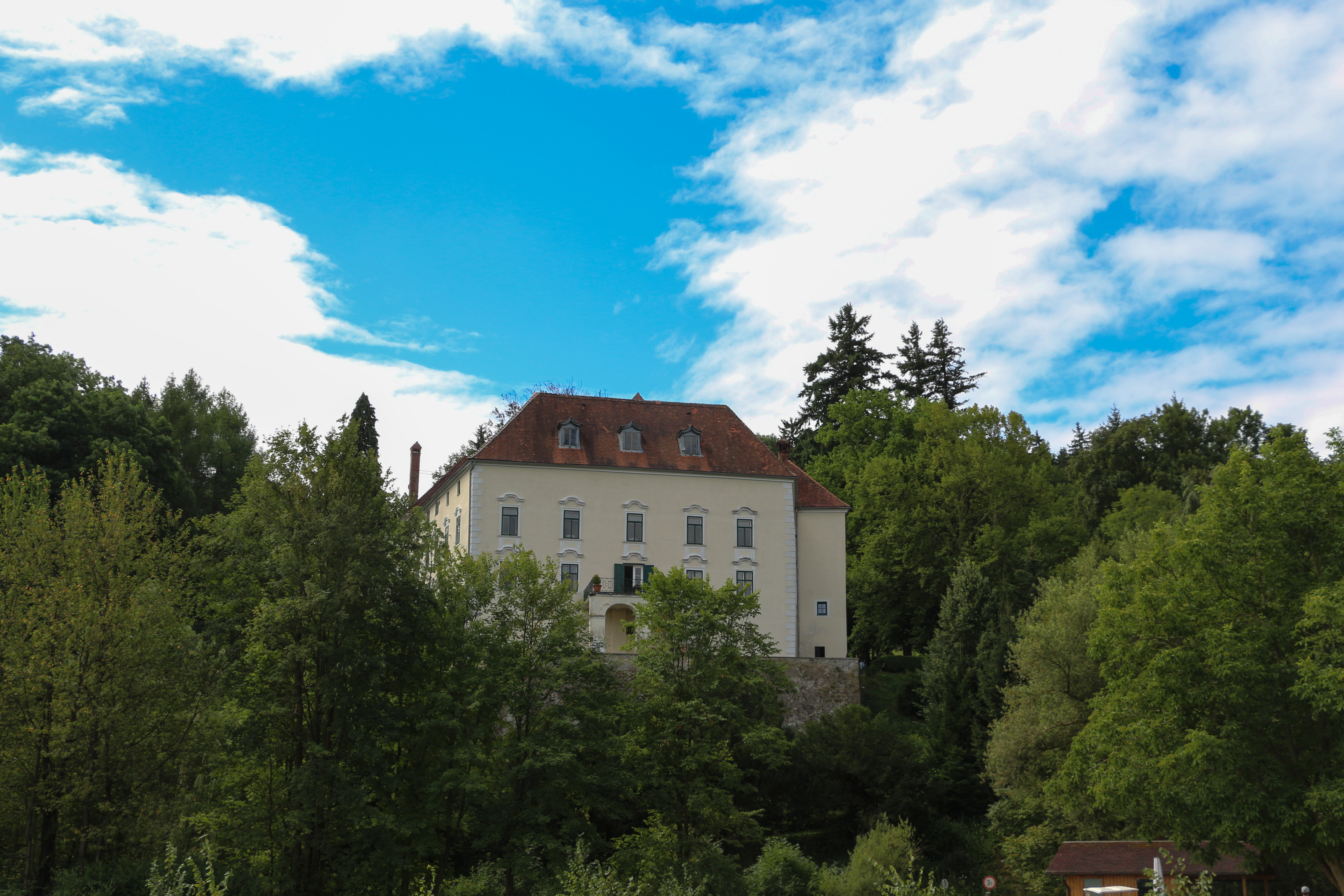
Schloss Ernegg

- Schloss Ernegg